# Una muchacha llamada Milagros
Una muchacha llamada Milagros est une telenovela vénézuélienne diffusée en 1974-1975 sur Venevisión.

## Distribution
- Rebeca González : Milagros
- José Bardina : Juan Miguel Saldivar
- José Luis Rodríguez "El Puma" : Omar Contreras "El Puma"
- Ivonne Attas : Irene y Giovanna D'Orsini
- José Luis Silva : Amado
- Esperanza Magaz : Candelaria
- Hilda Breer : Luisa
- Haydee Balza : Mónica Ruiz
- Reneé de Pallás : Onelia
- Nury Flores : Viviana
- Alejandra Pinedo : Candy
- José Oliva : Clemente Ruiz
- Eva Blanco : Cecilia
- Elena Farías : Sonia
- Francia Ortiz : Lili
- Suyin Rosa : Mayita
- Betty Ruth : Lucrecia
- Luis Abreu : Augusto
- Caridad Canelón : Purita
- Ana Castell : Olvido
- Humberto García : Nelson
- Lucila Herrera : Clemencia
- Oscar Mendoza : Rene
- Néstor Zavarce : Emilio
- Francisco Ferrari : Francisco
- Fernando Flores : Eloy
- Chela D'Gar : Doña Gloria
- Graciela Lopez : Manuela
- Francisco Moreno : Segismundo
- Hugo Pimentel : El Piraña
- Chumico Romero : Suky
- Carlos Subero : Padre Antonio
- Soledad Rojas : Rita

## Diffusion internationale
- Venevisión (1974-1975)
- América Televisión
- Telecadena Pérez Perry

## Autres versions
- Mi amada Beatriz (RCTV, 1987-1988) avec Catherine Fulop et Miguel Alcántara.
- Cuidado con el ángel (Televisa, 2008-2009) avec Maite Perroni et William Levy.
- Tóc rối (HTV, 2010)